# Roxanne Pallett
Roxanne Pallett est une actrice et danseuse anglaise née le 26 décembre 1982 à Carlisle en Cumbria.

## Filmographie

### Cinéma

#### Longs métrages
- 2010 : Lake Placid 3 : April
- 2013 : It's a Lot : Louise
- 2014 : Détour mortel 6 : Jillian
- 2014 : Devil's Tower : Sarah MacColl
- 2014 : Crystal Skulls : Melanie Cox
- 2015 : The Violators : Carla
- 2017 : Habit : Alex

#### Courts métrages
- 2018 : Recoil : Sulie

### Télévision
- 2005 - 2008 : Emmerdale : Jo Sugden / Jo Stiles (145 épisodes)
- 2010 - 2012 : Casualty : Keeley Hyatt / Leanne Greening (2 épisodes)
- 2012 : Waterloo Road : Shelby Dixon (1 épisode)
- 2012 : Crime Stories : Linda Brooks (1 épisode)